# Anton Beer-Walbrunn

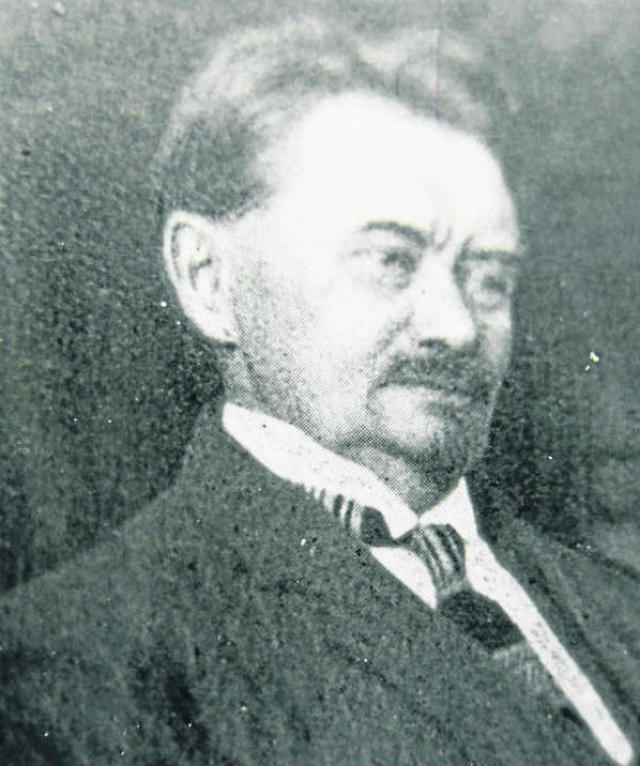
Anton Beer-Walbrunn.

Anton Beer-Walbrunn, född 29 juni 1864 i Kohlberg, Oberpfalz, död 22 mars 1929 i München, var en tysk tonsättare. 
Beer-Walbrunn, som var son till en skollärare, var först också själv lärare, men efter studier hos bland andra Josef Gabriel Rheinberger stannade han i München och fann en mecenat i greve Adolf Friedrich von Schack. Beer-Walbrunns verk omfattar huvudsakligen sånger och kammarmusik, men även en symfoni och operorna Sühne (1894) och Don Quixote (1908).